# Loxilobus formosanus
Loxilobus formosanus är en insektsart som beskrevs av Günther, K. 1941. Loxilobus formosanus ingår i släktet Loxilobus och familjen torngräshoppor. Inga underarter finns listade i Catalogue of Life.